# Apalus asiaticus
Apalus asiaticus là một loài bọ cánh cứng trong họ Meloidae. Loài này được Escherich miêu tả khoa học năm 1897.